# Роман Руденко
Роман Андреевич Руденко (на украински: Роман Андрійович Руденко) е украински съветски военен деец (генерал-лейтенант) и юрист (генерален прокурор на СССР).

## Биография
Роден е в с. Носивка, Черниговска област, Украйна.
През 1929 г. по решение на Черниговския окръжен комитет на ВКП (б) е изпратен на следствена работа в окръжната прокуратура, където същата година става старши следовател. През 1942 г. е заместник, а през 1944 - 1953 е главен прокурор на Украинската ССР. Той е генерален прокурор на СССР от 1953 до смъртта си през 1981 г.
Главен обвинител от страна на СССР в Нюрнбергските процеси (1945 - 1946) и Процес 16 (1945). След 1956 г. участва в реабилитацията на жертвите от сталинските репресии. През 1960 г. е държавен обвинител в процеса срещу Франсис Пауърс.
От 1951 г. е депутат във Върховния съвет на СССР. От 1956 г. е кандидат-член, а от 1961 г. - член на Централния комитет на КПСС.
1. ↑  9987